# أنطونيو باربريني
باربيريني أنطونيو (بالإنجليزية: Barberini Antonio) (1608-1671) الملقّب بالشاب. كاردينال إيطالي وابن أخ البابا أوربانوس الثامن. انتُخب كاردينالاً سنة 1628. وكان من مناصري حرب كاسترو، التي قاد خلالها الجيوش الحبريّة.